# In due
In due è il quinto album in studio del cantante italiano Nek, pubblicato il 28 maggio 1998 dalla Warner Music Italy.

## Descrizione
È stato scritto e registrato in un solo mese, mentre Nek era in tour mondiale dopo il successo di Lei, gli amici e tutto il resto.
I singoli estratti sono Se io non avessi te, Sto con te, Se una regola c'è e Con un ma e con un se. È il quarto album in cui è presente come autore dei testi Antonello De Sanctis (eccetto per il brano ...Non sei mai lontano scritto interamente da Nek), mentre i compositori delle musiche sono Nek e Massimo Varini.
Il tour che ha seguito la pubblicazione dell'album ha toccato, oltre all'Italia, anche Germania, Spagna, Finlandia, Svizzera, Francia, Messico, Argentina, Uruguay e Stati Uniti (Miami, New York e Los Angeles).

## Tracce
Testi di Antonello De Sanctis (eccetto dove indicato), musiche di Nek e Massimo Varini.

### In due
1. Se io non avessi te – 3:48
2. Sto con te – 4:16
3. Noi due – 4:08
4. Se una regola c'è – 3:37
5. Ho in testa te – 3:07
6. Giusto o no – 4:30
7. Con un ma e con un se – 3:34
8. Basta uno sguardo – 4:10
9. Se vuoi se puoi – 4:10
10. C'è tutto un mondo – 4:13
11. Una dose di te – 3:49
12. Le vibrazioni di una donna – 4:23
13. Nemmeno un secondo – 4:09
14. "...Non sei mai lontano" – 2:07

### Entre tú y yo
Adattamenti spagnoli di Raquel Díaz e Nuria Díaz.
1. Si sé que te tengo a ti – 3:48
2. Quédate – 4:16
3. Por ser – 4:08
4. No preguntes por qué – 3:37
5. Una obsesión – 3:07
6. Llegarás – 4:30
7. Su tal vez, su quizá – 3:34
8. Los secretos de tu intimidad – 4:10
9. Entre los dos – 4:10
10. El mundo está llamándome – 4:13
11. Una dosis de ti – 3:49
12. Como te mueves – 4:23
13. "...Nunca estás lejos" – 2:07

## Formazione
- Nek – voce, chitarra classica, cori, basso
- David Sabiu – tastiera, batteria elettronica, cabasa, piatti, percussioni
- Luca Tosoni – organo Hammond, pianoforte
- Giovanni Boscariol – organo Hammond
- Rossano Eleuteri – basso
- Walter Sacripanti – batteria
- Massimo Varini – tastiera, chitarra, basso, cori

## Classifiche

### Classifiche settimanali
| Classifica (1998) | Posizione massima |
| ----------------- | ----------------- |
| Austria           | 3                 |
| Germania          | 17                |
| Italia            | 2                 |
| Spagna            | 9                 |
| Svizzera          | 2                 |

### Classifiche di fine anno
| Classifica (1998) | Posizione |
| ----------------- | --------- |
| Austria           | 36        |
| Italia            | 22        |
| Svizzera          | 40        |